# HDAC4
L'istone deacetilasi 4, noto anche come HDAC4, è una proteina che nell'uomo è codificata dal gene HDAC4.

## Funzione
Gli istoni svolgono un ruolo critico nella regolazione trascrizionale, progressione del ciclo cellulare. L'acetilazione degli istoni e la deacetilazione altera la struttura cromosomica e colpisce i fattori di accesso alla trascrizione del DNA. La proteina codificata da questo gene appartiene alla famiglia di classeII dell'istone ACUC / apha deacetilasi. Ha l'attività deacetilasi dell'istone e reprime la trascrizione quando legato ad un promotore. Questa proteina non si lega al DNA direttamente, ma attraverso i fattori di trascrizione MEF2C e MEF2D. Sembra interagire in un complesso multiproteico con RbAp48 e HDAC3. Inoltre, l'HDAC4 è necessaria per la differenziazione dei miofibroblasti TGFbeta1-indotta.